# 村上幹次
村上 幹次（むらかみ かんじ、1937年11月1日 - ）は、日本の社会福祉実践家、実業家、映像作家。3D立体映像に関する先駆的開発者である。現在、株式会社ジー・アイ・ティー(GIT Co. Ltd.)代表取締役。

## 生い立ち
- 1937年 福岡県田川郡大任村(現 大任町)の資産家の長男として生まれる。
- 1957年 大友淑江に協力し知的障害児童を預かり私塾の開設にかかわる[4]。
- 1964年 中央大学経済学部卒業。
- 1967年 社会福祉法人あすなろ学園の創設に携わり副園長に就任。
- 1983年 同年5月20日 (株)ジー・アイ・ティーを設立し代表取締役に就任。
- 2008年 野母崎軍艦島史料館で、3D映像"軍艦島"今昔”を上映し注目される。[5]

## プロデュース業務及び作品
- 1987年 NHK番組「おもしろ漢字ミニ辞典」「小学校3学年・理科」NHK初のCGプログラム
- 1988年 「88’奈良・シルクロード博」プレキャンペーン企画・制作・実施（3D映像）
- 1988念 「国際花と緑の博覧会」1990年情報システムの基本設計に参加。
- 1988年 住信基礎研究所、都市環境におけるアメニティの内容と形成についての研究及び立体映像記録
- 1988年 ハイビジョン3D（世界初のハイビジョン3D映像作品） "Frappe The Wings" （三洋電機）
- 1990年 パナソニックスクエアー・食と緑の博覧会ちば90'3Dマジック「The Forces」企画、制作・松下電器産業ショールーム用
- 1991年 「ハリーとラッシュ」長崎・ハウステンボスアニメ館
- 1991年 「全国都市緑化フェア グリーンルネッサンス北九州'91」, 井筒屋3Dワールド館
- 1992年　「韓国」熊本県立装飾古墳館
- 1992年 「わが心の天草四郎」熊本県大矢野町（現:上天草市）天草四郎記念館（現:天草四郎メモリアルホール）
- 1995年 阪神・淡路大震災のハイビジョン3D映像による記録（動画・静止画）[6]
- 1996年 韓国通信公社展示室用NTSC立体映像「2030年の生活」。
- 1997年 ヴェネツィア・ビエンナーレの約100年の歴史の中で初めて3D映像として「特別賞」受賞・作品名「ニルバーナ」。[7]
- 1997年 世界6ヵ国所の主要美術館で「ニルバーナ」公開上映（2001年まで, ロンドン・ドイツ・ロサンゼルス・シカゴ・ニューヨーク・パリ）[8]
- 1999年 NHK本社展示用ハイビジョンメガネ無し立体映像5本制作, タイトル「NHKまるごと24時」
- 2000年 大阪海洋博物館「なにわの海の時空館」, スーパーバーチャルシアター用ハイビジョン立体映像作品制作
- 2001年 フランス、アンギャンアートセンター設立にかかるコンセプト及び設備、建設参加（2002年まで）
- 2002年 アンギャンアートセンターオープニングセレモニー、ニルバーナ公開
- 2001年 フランス、アンギャンアートセンターとアートアンドマルチメディア部門開設。以後、渡仏時にアーティストとコラボレーション、パリ8大学を始め、教員、広告業界と共に立体映像作品制作・研究（2006年まで）
- 2002年 フランステレコムR&Dと中継テスト（2003年まで）
- 2003年 アンギャンアートセンターにてリアル3D公開教室
- 2005年 韓国全州国際映画祭に映画監督山田洋次とゲスト参加、3D講演
- 2006年 フランスのアンギャンアートセンターにてオペラ歌手サイ・イエングアンのコンサート、3D講演
- 2006年2月 タイ、バンコクのチャイヨ映画会社スタジオにてウルトラマン3D制作発表
- 2006年6月から1ヶ月にわたり、喜多郎とサンフランシスコ3Dロケ
- 2007年 マレーシア独立50周年セレモニー公式ゲストとして喜多郎と共に出席。HD映像公式3D記録。
- 2007年11月から3ヶ月間、デンマークのアロスミュージアムで開かれたニルバーナに出展
- 2008年6月 ベネッセ直島プロジェクト、ニルバーナ独立展示館を開設。フランス（アンギャン）～福岡（エフスタジオ）デジタル宴会; 3Dライブ双方向中継
- 2008年 「軍艦島プロジェクト」九州国立博物館

## 立体映像に関する活動
- 1991年 一般社団法人モアレ研究所 総会; 講演
- 1992年 ジャプコム; 講演
- 1992年 名古屋造形大学; 講座(1993年まで)
- 1993年 (財)日本学会事務センター3Dフォーラム講演(世話人)
- 1995年 東京大学工学部で講演[9]
- 1997年 ヴェネツィア・ビエンナーレ北欧4ヶ国パビリオン; 上映・講演
- 1998年 シカゴ現代美術館; 講座
- 1998年 ドイツヴォルフスブルククンストミュージアム; 講演
- 1999年 ニューヨークブルックリンミュージアム; 講演
- 2000年 フランスパリワインミュージアム; 講演
- 2002年 (財)日本学会事務センター3Dフォーラム; 講演
- 2005年 広州映画祭; 特別講演
- 2005年 ソウルチェンムロ映画街で指導的映画人に対する講座
- 2005年 日本映画学校; 講座
- 2002年 ソウルチェンムロ映画街で指導的映画人に対する講座
- 2002年 パリ8大学マルチメディア学部の学生、教授、マスコミ、広告業界、教員及び小学生を対象とした講座担当
- 2006年 日本映画学校; 講師
- 2007年 日本映画学校; 特別講座｡(GITにて)
- 2007年 三次元映像フォーラム 第81回研究会シンポジウム[10]
- 2008年 九州国立博物館にて3Dフォーラム特別講演[11]

## 論文等
- Contrast-to-noise ratio for liver parenchyma of the large arterial blood maximum density of Gd-EOB-DTPA and Gd-DTPA in first pass dynamic study (3D-FSPGR technique.)[12]
- Dynamic 3D-CT angiography.[13]

## 特許
- 特許公開2004－008455  カードセット及び立体撮像装置
- 特許公開2003－140084  立体像観察装置
- 特許公開2003－132235  ショッピングストアの構造、情報交換装置及び方法
- 特許公開2002－034940  緊急連絡装置
- 特許公開2001－201718  多機能観察装置
- 特許公開平10－070741  多角度撮影用の撮像装置
- 特許公開平09－006225  体感環境生成装置
- 特許公開平06－320961  収納装置
- 特許公開平06－154354  立体映像を用いたトレーニング装置
- 特許公開平06－150186  盲人誘導装置
- 特許公開平06－133339  立体撮像支援装置
- 特許公開平06－125573  ３次元撮像装置
- 特許公開平06－043320  偏光制御板及び表示システム
- 特許公開平05－289602  立体映像を伴う体感環境装置